# Георги Пчеларов
Георги Пчеларов е български научен илюстратор в областта на биологията (предимно зоология). Специализира зоология в Софийския университет и илюстрира десетки учебници и книги, а също и природозащитни плакати и пощенски картички.

## Биография
Георги Пчеларов е роден на 19 октомври 1955 г. в Русе. Основно и средно образование получава в Разград. По това време ходи на уроци по изобразително изкуство, включително при разградските художници Георги Йорданов (Гогата) и Димитър Петров Арнаудов.
През 1982 г. завършва специалност „Зоология“ в Софийския университет, а две години по-късно създава и първата си самостоятелна изложба Animalia в Биологическия факултет на университета.

## Илюстрирани книги
Списък на някои от илюстрираните от Георги Пчеларов книги:
| Година     | Книга                                                                                      |
| ---------- | ------------------------------------------------------------------------------------------ |
| 1990       | Фауна на България, т.20 – Aves, част I                                                     |
| 1997       | Фауна на България, т.26 – Aves, част II. ISBN 954-430-488-6                                |
| 1992       | Птиците на Балканския полуостров. Издателство „Петър Берон“                                |
| 1995, 2001 | Рибите в България. Издателство „Гея либрис“                                                |
| 2012       | Живата природа. Илюстрирана енциклопедия: Бозайници. Изд. „Гея Либрис“, ISBN 9789543001187 |
| 2001       | Ловни птици и бозайници в България. Изд. Пенсофт, ISBN 9546421162                          |
| 2004-2006  | Червена книга на България (птици и риби)                                                   |
| 1995       | Златозар Боев. В света на... Пеперудите. Изд. Просвета, ISBN 9540104947                    |
| 1994       | Златозар Боев. В света на... Рибите. Изд. Просвета                                         |
| 1994       | Златозар Боев. В света на... Земноводните. Изд. Просвета                                   |
| 2007       | Златозар Боев. 10 летящи котки. Изд. Пенсофт, ISBN 9789546422835                           |